# Lycengraulis

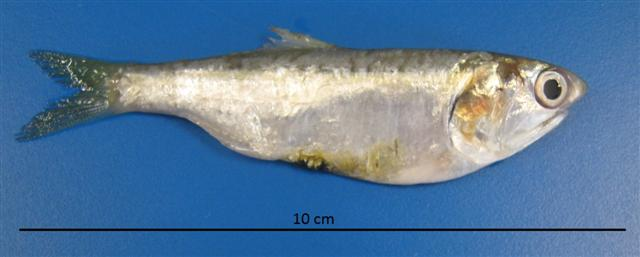
Lycengraulis grossidens

Lycengraulis es un género de peces clupeiformes de la familia Engraulidae.

## Especies
Actualmente hay cinco especies reconocidas en este género:
- Lycengraulis batesii (Günther, 1868) (Anchoa dentada de Bates)
- Lycengraulis figueiredoi Loeb & Alcântara, 2013[3]
- Lycengraulis grossidens (Agassiz, 1829) (Anchoa de río)
- Lycengraulis limnichthys L. P. Schultz, 1949
- Lycengraulis poeyi (Kner, 1863) (Anchoa dentada del Pacífico)